# Blies
La Blies è un fiume che scorre tra Germania e Francia, nelle regioni della Saarland e del Grande Est, e che sfocia nella Saar.

## Geografia
La sorgente si trova nel comune di Nohfelden, a sud della località di Selbach. Scorre in direzione sud-est bagnando Oberthal e Sankt Wendel, dove riceve il Todbach, quindi continua verso sud per Ottweiler e Neunkirchen, prima della quale riceve l’Oster. Piega ad est, poi ancora a sud-est e sud; presso Homburg vi si getta l’Erbach. La Blies scorre in una valle via via più larga e, intanto, altri tributari si uniscono, come lo Schwarzbach, il Würzbach a Blieskastel e l’Hetschenbach.
Subito dopo entra per un breve tratto in Francia, nel dipartimento della Mosella, quindi segna il confine tra i due Paesi. L’ultimo affluente di rilievo è il Mandelbach, dalla Germania. La Blies giunge così a Sarreguemines con una portata media superiore a quella della Saar stessa, dove confluisce.